# Natação no Campeonato Mundial de Esportes Aquáticos de 2009 - 200 m peito feminino
A prova dos 200 metros peito feminino da natação no Campeonato Mundial de Esportes Aquáticos de 2009 ocorreu nos dias 30 e 31 de julho no Stadio del Nuoto em Roma.

## Recordes
Antes desta competição, os recordes mundiais e do campeonato nesta prova eram os seguintes:
| Tipo                  | Atleta       | Tempo   | Local    | Data                 | Ref |
| --------------------- | ------------ | ------- | -------- | -------------------- | --- |
|                       | Rebecca Soni | 2:20,22 | Pequim   | 15 de agosto de 2008 | ver |
| Recorde do campeonato | Leisel Jones | 2:21,72 | Montreal | 29 de julho de 2005  | ver |

## Medalhistas
| Ouro             | Prata                | Bronze            |
| Nadja Higl (SRB) | Annamay Pierse (CAN) | Mirna Jukic (AUT) |

## Resultados

### Eliminatórias
Estes são os resultados das eliminatórias:
| Pos. | Atleta                    | Tempo   | Bateria | Raia | Notas                 |
| ---- | ------------------------- | ------- | ------- | ---- | --------------------- |
| 1    | CAN Annamay Pierse        | 2:21.68 | 6       | 4    | Recorde do campeonato |
| 2    | USA Rebecca Soni          | 2:22.09 | 7       | 4    |                       |
| 3    | AUT Mirna Jukic           | 2:22.10 | 7       | 5    |                       |
| 4    | SRB Nadja Higl            | 2:23.19 | 4       | 7    |                       |
| 5    | JPN Nanaka Tamura         | 2:23.22 | 7       | 3    |                       |
| 6    | JPN Rie Kaneto            | 2:23.50 | 5       | 4    |                       |
| 6    | CAN Martha Mccabe         | 2:23.50 | 5       | 5    |                       |
| 8    | USA Keri Hehn             | 2:23.60 | 7       | 6    |                       |
| 9    | ITA Ilaria Scarcella      | 2:24.20 | 5       | 3    |                       |
| 10   | DEN Rikke Moller-Pedersen | 2:24.46 | 5       | 9    |                       |
| 11   | KOR Darae Jeong           | 2:25.00 | 6       | 7    |                       |
| 12   | SWE Joline Hostman        | 2:25.15 | 7       | 2    |                       |
| 13   | GER Caroline Ruhnau       | 2:25.57 | 7       | 1    |                       |
| 14   | AUS Sally Foster          | 2:26.07 | 7       | 7    |                       |
| 15   | RUS Yuliya Efimova        | 2:26.18 | 6       | 3    |                       |
| 16   | FRA Sophie De Ronchi      | 2:26.45 | 6       | 2    |                       |
| 17   | ESP Marina Garcia         | 2:26.69 | 5       | 2    |                       |
| 18   | ITA Chiara Boggiatto      | 2:26.74 | 7       | 8    |                       |
| 19   | CHN Huijia Chen           | 2:26.82 | 3       | 4    |                       |
| 20   | CHN Ye Sun                | 2:27.08 | 5       | 6    |                       |
| 21   | AUS Sarah Katsoulis       | 2:27.32 | 5       | 7    |                       |
| 22   | NOR Sara Nordenstam       | 2:27.55 | 6       | 5    |                       |
| 23   | RSA Jessica Pengelly      | 2:27.64 | 4       | 4    |                       |
| 24   | BLR Inna Kapishina        | 2:27.89 | 7       | 0    |                       |
| 25   | LTU Urte Kazakeviciute    | 2:28.13 | 2       | 3    |                       |
| 26   | CZE Petra Chocova         | 2:28.37 | 4       | 9    |                       |
| 27   | GRE Angeliki Exarchou     | 2:28.62 | 6       | 0    |                       |
| 28   | BEL Elise Matthysen       | 2:29.05 | 5       | 8    |                       |
| 29   | LTU Raminta Dvariskyte    | 2:29.40 | 3       | 6    |                       |
| 30   | POR Diana Gomes           | 2:29.80 | 4       | 1    |                       |

| Ver o restante da classificação | Ver o restante da classificação | Ver o restante da classificação | Ver o restante da classificação | Ver o restante da classificação | Ver o restante da classificação | Ver o restante da classificação |
| Pos.                            | Atleta                          | Tempo                           | Bateria                         | Raia                            | Notas                           |                                 |
| ------------------------------- | ------------------------------- | ------------------------------- | ------------------------------- | ------------------------------- | ------------------------------- | ------------------------------- |
| 31                              | ISR Anastasia Korotkov          | 2:30.17                         | 3                               | 1                               |                                 |                                 |
| 32                              | SUI Patrizia Humplik            | 2:30.27                         | 6                               | 8                               |                                 |                                 |
| 33                              | POL Agnieszka Ostrowska         | 2:30.59                         | 4                               | 3                               |                                 |                                 |
| 34                              | NED Lia Dekker                  | 2:31.08                         | 6                               | 9                               |                                 |                                 |
| 35                              | TUN Sarra Lajnef                | 2:31.12                         | 4                               | 2                               |                                 |                                 |
| 36                              | KOR Su Yeon Back                | 2:31.20                         | 6                               | 1                               |                                 |                                 |
| 37                              | ISL Hrafnhildur Luthersdottir   | 2:31.39                         | 3                               | 2                               |                                 |                                 |
| 38                              | KAZ Yekaterina Sadovnik         | 2:31.52                         | 3                               | 8                               |                                 |                                 |
| 39                              | GBR Stacey Tadd                 | 2:32.01                         | 4                               | 0                               |                                 |                                 |
| 40                              | MAS Yi Ting Siow                | 2:32.09                         | 7                               | 9                               |                                 |                                 |
| 41                              | BEL Fanny Lecluyse              | 2:32.93                         | 3                               | 5                               |                                 |                                 |
| 42                              | RSA Katheryn Meaklim            | 2:33.10                         | 4                               | 5                               |                                 |                                 |
| 43                              | ISR Yuliya Banach               | 2:33.95                         | 4                               | 8                               |                                 |                                 |
| 44                              | BRA Tatiane Sakemi              | 2:34.11                         | 4                               | 6                               |                                 |                                 |
| 45                              | RUS Valentina Artemyeva         | 2:34.34                         | 6                               | 6                               |                                 |                                 |
| 46                              | SLO Tanja Smid                  | 2:37.43                         | 3                               | 7                               |                                 |                                 |
| 47                              | VEN Daniela Victoria            | 2:37.65                         | 3                               | 0                               |                                 |                                 |
| 48                              | ZIM Maxine Heard                | 2:37.77                         | 2                               | 1                               |                                 |                                 |
| 49                              | NAM Daniela Lindemeier          | 2:39.71                         | 2                               | 2                               |                                 |                                 |
| 50                              | LIB Nibal Yamout                | 2:43.44                         | 2                               | 5                               |                                 |                                 |
| 51                              | SIN Ru'En Roanne Ho             | 2:43.72                         | 2                               | 0                               |                                 |                                 |
| 52                              | GUA Maria Coy                   | 2:44.09                         | 2                               | 6                               |                                 |                                 |
| 53                              | SIN Xin Jing Cheryl Lim         | 2:44.33                         | 3                               | 9                               |                                 |                                 |
| 54                              | BIH Selma Atic                  | 2:45.00                         | 2                               | 7                               |                                 |                                 |
| 55                              | TPE I-Chuan Chen                | 2:45.30                         | 2                               | 4                               |                                 |                                 |
| 56                              | DOM Maria Zenoni                | 2:45.57                         | 2                               | 9                               |                                 |                                 |
| 57                              | MAC On Kei Lei                  | 2:51.88                         | 2                               | 8                               |                                 |                                 |
| 58                              | HON Karen Vilorio               | 2:54.35                         | 1                               | 5                               |                                 |                                 |
| 59                              | IND Murugaperumal Venpa         | 3:00.51                         | 1                               | 3                               |                                 |                                 |
| 60                              | ZAM Danielle Bernadine Findlay  | 3:02.16                         | 1                               | 6                               |                                 |                                 |
| 61                              | PAK Aqsa Tariq                  | 3:16.33                         | 1                               | 7                               |                                 |                                 |
| 62                              | PAK Aelia Mehdi                 | 3:31.32                         | 1                               | 1                               |                                 |                                 |
|                                 | ALB Tea Pikuli                  | DNS                             |                                 |                                 |                                 |                                 |
|                                 | TUR Dilara Buse Gunaydin        | DNS                             |                                 |                                 |                                 |                                 |
|                                 | GBR Hannah Miley                | DNS                             |                                 |                                 |                                 |                                 |
|                                 | MAD Stephanie Rasoamanana       | DSQ                             |                                 |                                 |                                 |                                 |
|                                 | BRA Carolina Mussi              | DSQ                             |                                 |                                 |                                 |                                 |

### Semifinal
Estes são os resultados das semifinais:
| Pos. | Atleta                    | Bateria | Raia | Tempo   | Notas           |
| ---- | ------------------------- | ------- | ---- | ------- | --------------- |
| 1    | CAN Annamay Pierse        | 2       | 4    | 2:20.12 | Recorde mundial |
| 2    | USA Rebecca Soni          | 1       | 4    | 2:20.93 |                 |
| 3    | AUT Mirna Jukic           | 2       | 5    | 2:22.13 |                 |
| 4    | SWE Joline Hostman        | 1       | 7    | 2:22.24 |                 |
| 5    | SRB Nadja Higl            | 1       | 5    | 2:22.28 |                 |
| 6    | CAN Martha Mccabe         | 2       | 6    | 2:22.75 |                 |
| 7    | JPN Nanaka Tamura         | 2       | 3    | 2:22.83 |                 |
| 8    | JPN Rie Kaneto            | 1       | 3    | 2:22.92 |                 |
| 9    | USA Keri Hehn             | 1       | 6    | 2:23.20 |                 |
| 10   | ITA Ilaria Scarcella      | 2       | 2    | 2:23.32 |                 |
| 11   | DEN Rikke Moller-Pedersen | 1       | 2    | 2:23.34 |                 |
| 12   | KOR Darae Jeong           | 2       | 7    | 2:25.00 |                 |
| 13   | GER Caroline Ruhnau       | 2       | 1    | 2:25.36 |                 |
| 14   | RUS Yuliya Efimova        | 2       | 8    | 2:26.39 |                 |
| 15   | AUS Sally Foster          | 1       | 1    | 2:27.03 |                 |
| 16   | FRA Sophie De Ronchi      | 1       | 8    | 2:28.75 |                 |

### Final
Estes são os resultados da final:
| Pos.              | Atleta             | Raia | Tempo   | Notas |
| ----------------- | ------------------ | ---- | ------- | ----- |
| Medalha de ouro   | SRB Nadja Higl     | 2    | 2:21.62 |       |
| Medalha de prata  | CAN Annamay Pierse | 7    | 2:21.84 |       |
| Medalha de bronze | AUT Mirna Jukic    | 3    | 2:21.97 |       |
| 4                 | USA Rebecca Soni   | 5    | 2:22.15 |       |
| 5                 | JPN Rie Kaneto     | 8    | 2:23.03 |       |
| 6                 | JPN Nanaka Tamura  | 1    | 2:23.12 |       |
| 7                 | CAN Martha Mccabe  | 7    | 2:23.36 |       |
| 8                 | SWE Joline Hostman | 6    | 2:23.62 |       |

## Novos recordes
| Tipo                  | Atleta         | Tempo   | Local | Data                | Ref |
| --------------------- | -------------- | ------- | ----- | ------------------- | --- |
|                       | Annamay Pierse | 2:20.12 | Roma  | 30 de julho de 2009 | ver |
| Recorde do campeonato | Annamay Pierse | 2:20.12 | Roma  | 30 de julho de 2009 | ver |

Legenda
| Recorde mundial       | Recorde mundial (World record)               |                       | Recorde africano                      | Recorde africano (African) |                                           | Q | Classificado por posição (Qualified) |
| Recorde do campeonato | Recorde do campeonato (Championship record)  | Recorde da América    | Recorde da América (Americas)         | q                          | Classificado por melhor tempo (Qualified) |   |                                      |
| Melhor marca do ano   | Melhor marca do ano (World leading)          | Recorde asiático      | Recorde asiático (Asian)              | DNS                        | Não largou (Did not start)                |   |                                      |
| Recorde nacional      | Recorde nacional (National record)           | Recorde europeu       | Recorde europeu (European)            | DNF                        | Não terminou (Did not finish)             |   |                                      |
| Recorde pessoal       | Recorde pessoal do atleta (Personal best)    | Recorde da Oceania    | Recorde da Oceania (Oceania)          | DSQ / DQ                   | Desclassificado (Disqualified)            |   |                                      |
| Recorde da temporada  | Recorde da temporada do atleta (Season best) | Recorde sul-americano | Recorde sul-americano (South America) | NM                         | Sem marca (No mark)                       |   |                                      |